# ГЕС Eufalua
ГЕС Eufalua – гідроелектростанція у штаті Оклахома (Сполучені Штати Америки). Використовує ресурс із річки Канадіан, правої притоки Арканзасу, котрий в свою чергу є правою притокою Міссісіпі (басейн Мексиканської затоки). 
В межах проекту річку перекрили комбінованою греблею висотою від тальвегу 32 метри (від підошви фундаменту 35 метрів) та довжиною 975 метрів, яка включає центральну бетонну ділянку з водоскидами та машинним залом і бічні земляні секції. Ця споруда утримує водосховище з площею поверхні 579 км2 та об’ємом 4,7 млрд м3, в якому припустиме коливання рівня у операційному режимі між позначками 172 та 178 метрів НРМ (у випадку повені до 182 метрів НРМ). 
Інтегрований у греблю машинний зал обладнали трьома турбінами типу Френсіс потужністю по 31 МВт, які працюють при напорі у 29 метрів.